# 2 Girls 1 Cup
2 Girls 1 Cup (dvě děvčata, jeden šálek) je neoficiální jméno pro trailer k filmu s názvem Hungry Bitches, což je brazilský pornografický scat snímek, vyrobený společností MFX Media. V traileru se vyskytují dvě ženy, které vyprazdňují své útroby do šálku a následně jedí svoje vlastní exkrementy, zatímco v pozadí hraje skladba „Lovers Theme“ od Hervé Roy z filmu Pošetilost mocných.
Klip se poté stal internetovým memem, který následně lidé postovali na imageboardech a diskusních fórech se záměrem šokovat. V průběhu roku 2007 se na YouTube objevovaly video klipy, ve kterých lidé líčili své emoce na toto téma.

## Obsazení
- Karla [7]
- Latifa [7]

## Populární kultura
Zmínka o 2 Girls 1 Cup padla v seriálech a pořadech jako:
- Family Guy
- VH1's Best Week Ever
- Avenue Q
- Superhero Movie
- Amyino plodné lůno
- Městečko South Park
- Vymítač Boner
- Orange Is The New Black